# 조지프 스쿨링
조지프 아이작 스쿨링(영어: Joseph Isaac Schooling, 1995년 6월 16일~)은 싱가포르의 전직 수영 선수로 주 종목은 접영이다. 2016년 하계 올림픽 남자 접영 100m 경기에서 50.39초의 올림픽 신기록을 세우며 금메달을 획득했다. 그가 획득한 금메달은 싱가포르가 획득한 최초의 올림픽 금메달이다.
올림픽 외에 세계 선수권 대회에서 동메달 1개를 획득했고 코먼웰스 게임 은메달 1개, 아시안 게임 금메달 3개, 은메달 1개, 동메달 3개를 획득했다. 또한 동남아시아 경기 대회에서 금메달 29개를 포함하여 총 메달 34개를 획득했다.

## 수상
- 공적장장(2016년)